# Flaga Kataru
Flaga Kataru składa się z dwóch pionowych pól o różnej szerokości - białego i bordowego. Na wewnętrznym końcu bordowego pola umieszczono dziewięć białych trójkątów, które mają charakteryzować Katar jako dziewiąty emirat  w krajach Zatoki Perskiej. Proporcje flagi to 11:28. Flaga Kataru jest jedyną flagą niepodległego państwa, której długość przekracza podwojoną szerokość.
Flaga powstała w 1948, choć dawniej była biało-czerwona. Biały kolor symbolizuje pokój, a czerwony krew przelaną przez Katarczyków w licznych wojnach, głównie XIX wieku. Kolor czerwony płowiał na słońcu przechodząc w bordowy i w końcu, około roku 1936, uznano bordo jako oficjalny kolor.
Oficjalnie flagą państwową została 9 lipca 1971. Jest podobna do flagi Bahrajnu.

Flaga Kataru w latach 1932–1936
Flaga Kataru w latach 1936–1949
Flaga Kataru w latach 1949–1971